# Győr Sharks 2024
Questa voce raccoglie le informazioni riguardanti i Győr Sharks nelle competizioni ufficiali della stagione 2024.

## Hungarian Football League 2024

### Stagione regolare
| Nyúl 6 aprile 2024, ore 15:00 1ª giornata | Győr Sharks | 26 – 48 | Budapest Titans | Nyúli Sportpálya |

| Nyúl 21 aprile 2024, ore 15:00 3ª giornata | Győr Sharks | 24 – 0 | VSD Rangers | Nyúli Sportpálya |

| Budapest 12 maggio 2024, ore 15:00 5ª giornata | Budapest Cowbells | 14 – 11 | Győr Sharks | Papírgyári pálya |

| Nyúl 26 maggio 2024, ore 15:00 6ª giornata | Győr Sharks | 10 – 28 | Újpest Bulldogs | Nyúli Sportpálya |

| 9 giugno 2024 7ª giornata | Budapest Wolves | 13 – 10 | Győr Sharks |  |

## Statistiche di squadra
| Competizione      | %Vittorie | In casa | In casa | In casa | In casa | In casa | In casa | In trasferta | In trasferta | In trasferta | In trasferta | In trasferta | In trasferta | Totale | Totale | Totale | Totale | Totale | Totale |
| Competizione      | %Vittorie | G       | V       | N       | P       | Pf      | Ps      | G            | V            | N            | P            | Pf           | Ps           | G      | V      | N      | P      | Pf     | Ps     |
| ----------------- | --------- | ------- | ------- | ------- | ------- | ------- | ------- | ------------ | ------------ | ------------ | ------------ | ------------ | ------------ | ------ | ------ | ------ | ------ | ------ | ------ |
| Stagione regolare | .200      | 3       | 1       | 0       | 2       | 60      | 76      | 2            | 0            | 0            | 2            | 21           | 27           | 5      | 1      | 0      | 4      | 81     | 103    |
| Totale            | .200      | 3       | 1       | 0       | 2       | 60      | 76      | 2            | 0            | 0            | 2            | 21           | 27           | 5      | 1      | 0      | 4      | 81     | 103    |

## Divízió II 2024

### Stagione regolare
| Eger 13 aprile 2024, ore 15:00 1ª giornata | Eger Heroes | 36 – 0 | Győr Sharks 2 | Eszterházy Károly Katolikus Egyetem DELTA épület |

| Nyúl 27 aprile 2024, ore 15:00 2ª giornata | Győr Sharks 2 | 20 – 0 (a tavolino) | Budapest Wolves 2 | Nyúli Sportpálya |

| Écs 2 giugno 2024 5ª giornata | Győr Sharks 2 | 0 – 52 | DEAC Gladiators | Écsi focipálya |

| Écs 22 giugno 2024 7ª giornata | Győr Sharks 2 | 6 – 24 | Pécs Legioners | Écsi focipálya |

| 29 giugno 2024 8ª giornata | Cassovia Steelers | 22 – 6 | Győr Sharks 2 |  |

## Statistiche di squadra
| Competizione      | %Vittorie | In casa | In casa | In casa | In casa | In casa | In casa | In trasferta | In trasferta | In trasferta | In trasferta | In trasferta | In trasferta | Totale | Totale | Totale | Totale | Totale | Totale |
| Competizione      | %Vittorie | G       | V       | N       | P       | Pf      | Ps      | G            | V            | N            | P            | Pf           | Ps           | G      | V      | N      | P      | Pf     | Ps     |
| ----------------- | --------- | ------- | ------- | ------- | ------- | ------- | ------- | ------------ | ------------ | ------------ | ------------ | ------------ | ------------ | ------ | ------ | ------ | ------ | ------ | ------ |
| Stagione regolare | .200      | 3       | 1       | 0       | 2       | 26      | 76      | 2            | 0            | 0            | 2            | 6            | 58           | 5      | 1      | 0      | 4      | 32     | 134    |
| Totale            | .200      | 3       | 1       | 0       | 2       | 26      | 76      | 2            | 0            | 0            | 2            | 6            | 58           | 5      | 1      | 0      | 4      | 32     | 134    |